# Sự im lặng của bầy cừu (tiểu thuyết)
Sự im lặng của bầy cừu là một tiểu thuyết trinh thám kinh dị của tác giả Thomas Harris. Được xuất bản lần đầu tiên vào năm 1988, đây là phần tiếp theo của cuốn tiểu thuyết Rồng đỏ năm 1981 của Harris. Cả hai cuốn tiểu thuyết đều kể về Tiến sĩ Hannibal Lecter, một kẻ giết người hàng loạt ăn thịt người. Bộ phim chuyển thể của đạo diễn Jonathan Demme được công chiếu vào năm 1991 với sự hoan nghênh rộng rãi của giới phê bình và thành công về doanh thu phòng vé. Nó đã trở thành bộ phim thứ ba trong lịch sử giành được 5 giải Oscar.

## Nội dung
Clarice Starling, một nhân viên thực tập của FBI, được Jack Crawford - người đứng đầu bộ phận FBI giao nhiệm vụ phải trình bày một bảng câu hỏi cho bác sĩ tâm thần pháp y tài giỏi và kẻ giết người hàng loạt ăn thịt người - Hannibal Lecter. Ông ta đang thụ án 9 bản án chung thân liên tiếp trong một bệnh viện tâm thần ở Maryland vì một loạt vụ giết người.
Tuy nhiên, mục đích thật sự của ông Crawford là muốn Lecter cung cấp thông tin về kẻ giết người hàng loạt "Buffalo Bill". Trong suốt cuộc điều tra, Starling thường gặp Lecter để thu thập thông tin, và hai người hình thành một mối quan hệ kỳ lạ. Lecter đưa ra những manh mối khó hiểu để ông ta đổi lại thông tin về tuổi thơ đầy khó khăn và ảm đạm của cô khi còn là một đứa trẻ mồ côi.
Khi nạn nhân thứ sáu của Buffalo Bill được tìm thấy ở bang West Virginia, Starling giúp Crawford thực hiện khám nghiệm tử thi. Starling tìm thấy một con ấu trùng trong cổ họng của nạn nhân, và đúng như dự đoán của Lecter, nạn nhân đã bị bỏng. Những mảnh da hình tam giác cũng đã được lấy ra từ vai của nạn nhân. Hơn nữa, các báo cáo khám nghiệm tử thi chỉ ra rằng Bill đã giết cô trong vòng bốn ngày sau khi cô bị bắt, nhanh hơn nhiều so với những nạn nhân trước đó của anh ta. Starling đưa ấu trùng đến Viện Smithsonian, nơi ban đầu nó được xác định là bướm đêm phù thủy đen, một loài không tự nhiên xuất hiện ở nơi nạn nhân được tìm thấy,  sau đó nó được xác định là Bướm đêm đầu chết.
Starling tin rằng Lecter biết được danh tính thật sự của Buffalo Bill. Cô hỏi Crawford rằng tại sao cô được cử đi để tìm thông tin về Buffalo Bill mà không được cho biết cô phải làm như vậy. Crawford nói rằng nếu cô biết mục đích thật sự, Lecter cũng sẽ phát hiện được và sẽ không bao giờ trả lời lý do cho cô biết.
Ở Tennessee, Catherine Baker Martin - con gái của Thượng nghị sĩ Ruth Martin, bị bắt cóc. Sáu giờ sau, chiếc áo cánh của Catherine được tìm thấy bên đường, rạch mặt sau là danh thiếp của Buffalo Bill để lại. Anh ta nhốt cô trong một hầm ngục dưới đất và bỏ đói cô. Crawford được thông báo rằng cả Tổng thống Hoa Kỳ cũng đã bày tỏ "sự quan tâm đặc biệt" đến vụ việc, và nạn nhân phải được giải cứu thành công. Crawford dự tính còn ba ngày trước khi nạn nhân bị giết. Starling lại đến gặp Lecter với lời đề nghị: nếu ông ta hỗ trợ trong việc giải cứu Catherine và bắt giữ Buffalo Bill, ông ta sẽ được xuất viện để thụ án ở một nơi khác. Đây là điều mà Lecter vẫn luôn mong ước. Lecter hoài nghi về sự trung thực của lời đề nghị, nhưng cũng không nghĩ rằng Starling sẽ cố ý nói dối ông ta.
Sau khi Starling rời đi, Lecter nhớ lại về cuộc trò chuyện của ông ta với Benjamin Raspail, một bệnh nhân mà ông ta đã sát hại. Trong các buổi trị liệu, Raspail kể cho Lecter nghe về người tình cũ của anh, Jame Gumb. Sau khi Raspail bỏ Gumb và bắt đầu hẹn hò với một thủy thủ tên Klaus, Gumb ghen tuông nên đã sát hại Klaus, dùng da của Klaus để làm tạp dề. Raspail cũng tiết lộ rằng Gumb đã ngộ ra điều gì đó khi xem một con bướm nở.
Suy nghĩ của Lecter bị gián đoạn khi Tiến sĩ Frederick Chilton - người cai ngục của ông ta bước vào. Một thiết bị nghe giúp cho Chilton ghi lại được lời đề nghị của Starling, và Chilton đã phát hiện ra rằng thỏa thuận của Crawford là một lời nói dối. Ông ta đưa ra một đề nghị của riêng mình: Nếu Lecter tiết lộ danh tính thật của Buffalo Bill, ông ta sẽ được chuyển đến một bệnh viện khác, nhưng chỉ khi Chilton được tín nhiệm vì đã lấy được thông tin từ ông ta. Lecter đồng ý, nhưng muốn được trực tiếp cung cấp thông tin cho Thượng nghị sĩ Martin ở Tennessee. Chilton đâu có biết, Lecter đã bí mật thu thập các vật liệu cho một chiếc khóa còng tay mà ông ta cho rằng sẽ hữu ích vào một thời điểm nào đó trong chuyến du lịch.
Ở Tennessee, Lecter được gặp Thượng nghị sĩ Martin trong một thời gian ngắn, ông ta cung cấp cho bà Martin một số thông tin về Buffalo Bill: tên của anh ta là William "Billy" Rubin, và anh ta bị mắc "bệnh than ngà voi", một căn bệnh của thợ làm dao. Lecter cũng cung cấp một mô tả chính xác về thể chất. Tuy nhiên, cái tên mà Lecter tiết lộ không phải là tên thật của Buffalo Bill, đó chỉ là để đánh lạc hướng: Bilirubin là một sắc tố trong mật người và là chất tạo màu chính trong phân người, mà phòng thí nghiệm pháp y so sánh với màu tóc của Chilton.
Starling cố gắng lấy thông tin từ Lecter lần cuối khi ông ta bị cảnh sát giam giữ. Ông ta đưa ra manh mối cuối cùng rồi nói rằng ông ta muốn được nghe ký ức tồi tệ nhất tuổi thơ cô. Starling kể lại rằng, sau khi cha cô bị giết, cô được gửi đến sống với một người anh họ trên một trang trại chăn nuôi cừu và ngựa. Một đêm nọ, cô phát hiện ra người nông dân đang giết những con cừu, và cô chạy trốn trong nỗi kinh hoàng cùng với một con ngựa cái cũng được dự định đến lò mổ sẵn mà cô đặt tên là Hannah. Người nông dân đã bắt được cô và gửi cô đến một trại trẻ mồ côi, nơi cô đã trải qua phần còn lại của tuổi thơ. Lecter đã nhìn thấy sự tương đồng giữa những con cừu non bơ vơ và Catherine cũng bơ vơ không kém gì, rồi ông ta cảm ơn cô vì sự ủng hộ của cô. Cả hai lại cùng nhau chia sẻ một khoảnh khắc ngắn ngủi trước khi Chilton buộc cô rời đi. Ngay sau đó, Lecter trốn thoát bằng cách giết và trốn các cai ngục, sử dụng một trong những khuôn mặt của họ làm mặt nạ để đánh lừa nhân viên y tế.
Starling tiếp tục cuộc truy tìm Buffalo Bill. Cô đoán rằng anh ta đã quen biết với nạn nhân đầu tiên của mình, Fredrica Bimmel, từ cuộc sống hàng ngày. Cô đến thăm nhà của gia đình Fredrica và phát hiện ra rằng cả cô và Buffalo Bill đều là những thợ may giỏi và Bill đang giết những người phụ nữ để lấy da may một "bộ đồ" cho chính mình, sau đó tin rằng anh ta đã chuyển đổi giới tính mặc dù kết quả tự chẩn đoán này luôn bị các bác sĩ cho là sai, khiến anh ta bị nhiều bệnh viện từ chối chuyển đổi giới tính. Bằng cách thu thập thêm thông tin từ một người bạn quen biết của Bimmel, cô đến được nơi ở của Jame Gumb, một thợ may và thợ làm đồ da. Cô thấy được một con bướm đêm trong nhà của anh ta và cô ngay lập tức nhận ra kẻ cần phải tìm kiếm bấy lâu nay. Tuy nhiên, Gumb lại trốn ở dưới tầng hầm. Starling chỉ được trang bị một khẩu súng lục ổ quay nhưng cô hiểu rằng việc yêu cầu chi viện sẽ dẫn đến cái chết của Catherine. Sau khi Starling theo dõi Gumb và giết anh ta, Catherine được trở về với gia đình mà người cô không hề hấn gì.
Lecter viết một lá thư chúc mừng cho Starling, trong đó ông ta hi vọng rằng "bầy cừu đã ngừng kêu cứu" và nói rằng ông ta không có kế hoạch theo đuổi cô. Ông ta cũng dự đoán chính xác rằng việc cứu Catherine Baker Martin có thể giúp Clarice cảm thấy khuây khỏa phần nào, nhưng sự im lặng sẽ không bao giờ trở thành mãi mãi, báo trước động cơ tiếp tục sự nghiệp của cô tại FBI. Cuốn tiểu thuyết kết thúc với cảnh Clarice ngủ yên trong "sự im lặng của bầy cừu".

## Nhân vật
- Clarice Starling
- Hannibal Lecter
- Jack Crawford
- Buffalo Bill/Jame Gumb
- Frederick Chilton
- Catherine Baker Martin
- Ruth Martin
- Ardelia Mapp
- Barney
- John Brigham
- Albert Roden
- Noble Pilcher
- Paul Krendler
- I.J.Miggs
- Alonzo
- Sammie
- Jeff

## Đón nhận và chỉ trích
Cuốn tiểu thuyết Sự im lặng của bầy cừu đã thành công rực rỡ. Tiểu thuyết gia viết cho thiếu nhi Roald Dahl rất thích cuốn tiểu thuyết, mô tả nó là "tinh tế, khủng khiếp, đó là cuốn sách hay nhất mà tôi đã đọc trong một thời gian dài". Tác giả David Foster Wallace đã sử dụng cuốn sách như một phần trong chương trình giảng dạy của mình khi giảng dạy tại trường Cao đẳng Pomona và sau đó đưa cuốn sách sách này cùng cuốn Rồng đỏ của Thomas Harris vào danh sách mười tiểu thuyết yêu thích của ông. John Dunning nói về Sự im lặng của bầy cừu : "[Nó] đơn giản là cuốn tiểu thuyết kinh dị hay nhất mà tôi đã đọc trong 5 năm qua".
Một số nhà phê bình và các nhà hoạt động vì người chuyển giới đã chỉ trích cuốn tiểu thuyết là kỳ thị đồng tính cũng như đồng tính luyến ái vì việc miêu tả về nhân vật Buffalo Bill. Bởi vì điều này, đã có những phản đối chống lại phiên bản phim được chuyển thể  khi nó được công chiếu.  Cuốn tiểu thuyết còn bị tác giả nữ quyền Julia Serano chỉ trích vì cho rằng chủ nghĩa chuyển đổi giới tính là chứng rối loạn tâm thần, bất chấp việc Thomas Harris nhấn mạnh trong văn bản rằng Jame Gumb không phải là một người chuyển giới thực sự.

## Giải thưởng
- Cuốn tiểu thuyết đã giành được giải thưởng Bram Stoker năm 1988 cho Tiểu thuyết hay nhất.[6]
- Cuốn tiểu thuyết cũng đã giành được giải thưởng Anthony năm 1989 cho Tiểu thuyết hay nhất.[7]
- Nó đã được đề cử cho Giải thưởng Ảo ảnh Thế giới năm 1989.[8]

## Chuyển thể
- Nối tiếp phim chuyển thể của cuốn tiểu thuyết Rồng Đỏ năm 1986 (được công với tựa là Manhunter), Sự im lặng của bầy cừu được đạo diễn Jonathan Demme chuyển thể vào năm 1991. Sự im lặng của bầy cừu trở thành bộ phim thứ ba trong lịch sử Giải thưởng Viện Hàn lâm giành được 5 hạng mục sau: Hình ảnh Đạo diễn xuất sắc nhất, Kịch bản xuất sắc nhất, Nam diễn viên chính xuất sắc nhất và Nữ diễn viên chính xuất sắc nhất. Phim có sự tham gia của Jodie Foster trong vai Clarice Starling và Anthony Hopkins trong vai Hannibal Lecter.
- Năm 2005, diễn viên hài kiêm nhạc sĩ Jon and Al Kaplan đã chuyển thể lại thành vở nhạc kịch Silence! The Musical. Nó được biểu diễn lần đầu ở Off-Off-Broadway và kể từ đó đã được biểu diễn ở London và Los Angeles. Năm 2012, tác phẩm sản xuất ở Los Angeles đã giành được giải thưởng của Hội phê bình phim truyền hình Los Angeles cho Điểm âm nhạc, Màn trình diễn chính và Biên đạo.[9]
- Năm 2021, loạt phim Clarice của CBS ra đời, với sự tham gia của nữ diễn viên Rebecca Breeds trong vai Clarice Starling.[10][11]